# Кубок России по интерактивному футболу
Кубок России по интерактивному футболу — киберспортивное соревнование, ежегодно проводимое Российским футбольным союзом и Федерацией компьютерного спорта России с 2018 года. С 2019 года соревнования включены в Единый календарный план межрегиональных, всероссийских и международных физкультурных мероприятий и спортивных мероприятий Минспорта Российской Федерации.

## История

### Кубок России по интерактивному футболу 2018
Кубок России по интерактивному футболу 2018 — официальный Кубок страны по FIFA 18, организованный Российским футбольным союзом и Федерацией компьютерного спорта России в партнерстве с международной киберспортивной компанией VY Esports. Турнир прошел с марта по май 2018 года. Призовой фонд составил 1 миллион рублей. В турнире могли принимать участие граждане России старше 16 лет.
Кубок России по интерактивному футболу 2018 стал лицензированным официальным квалификационным этапом серии турниров EA SPORTS™ FIFA 18 Global Series. Победитель получил право представлять Россию в плей-офф этого международного турнира.
Формат проведения:
- 5 онлайн-отборочных в режиме FIFA Ultimate Team (FUT) по олимпийской системе. 4 лучших игрока по результатам каждых отборочных прошли в Гранд-Финал.
- 5 LAN Гран-При в режиме FUT по олимпийской системе. 4 лучших игрока по результатам каждого Гран-При прошли в Гранд-Финал.
- 16 приглашений были направлены клубам Российской футбольной Премьер-Лиги.
- Оставшиеся квоты были разыграны в дополнительном турнире среди спортивных и киберспортивных организаций.

Гранд-Финал Кубка России по интерактивному футболу прошел 12-13 мая в Yota Arena. В нём приняли участие 64 лучших киберфутболиста страны.
Матчи гранд-финала Кубка России по интерактивному футболу 2018 прокомментировали легендарный спортивный комментатор Виктор Гусев и известный видеоблогер Артём «Mozz» Красулин. Вёл мероприятие Никита Ковальчук — создатель YouTube-канала «Картавый футбол» и лидер проекта «Я тренер». Разобраться в ходе игры зрителям помогала студия аналитики: талант студии RuHub Александр Хитров и два опытных игрока в FIFA Антон Орлов и Марат Мухамадиев, а также известные блогеры Максим «GoodMax» Гутник и Сергей «Kefir» Никифоров.

#### Итоговое распределение мест в Кубке
1. Михаил «Torres» Запорожец, Vega Squadron — 500 000 рублей;
2. Роберт «Ufenok77» Фахретдинов, ФК «Локомотив» / Loko eSports — 300 000 рублей;
3. Владислав «Xabik7» Хабибулин, ФК «Урал» — 200 000 рублей.

Официальным спонсором Кубка России по интерактивному футболу 2018 выступила компания Соса-Cola.

### Кубок России по интерактивному футболу 2019
Кубок России по интерактивному футболу 2019 — официальный Кубок страны по FIFA 19, организованный Российским футбольным союзом и Федерацией компьютерного спорта России.
Турнир прошел с марта по май 2019 года. Призовой фонд составил 1 миллион рублей. В соревнованиях могли принять участие граждане России старше 14 лет. Турнир проходил по игре FIFA 20 в режиме Ultimate Team на двух консолях: Playstation 4 и Xbox One.

#### Формат проведения
- Отборочный этап. В рамках отборочного этапа состоялись 4 онлайн-турнира для каждой консоли, в каждом из которых было разыграно по 8 квот в следующий этап. В общей сложности в основную стадию турнира прошли по 32 участника на каждой консоли.
- Основной этап состоял из двух стадий. На групповой стадии 64 киберфутболиста сразились в очном противостоянии по швейцарской системе. 32 лучших игрока прошли в стадию плей-офф, где были определены 8 участников гранд-финала турнира.
- Гранд-финал Кубка России прошел 19 мая в Yota Arena в Москве[6].

Участники гранд-финала: Роберт Ufenok77 Фахретдинов (ФК «Локомотив»), Дмитрий IamKrotik Кретов (ФК «Балтика»), Андрей Timon Гурьев (Gambit Esports), Михаил Castell Ковалев (EYESPORTS), Антон klenoff Кленов, Сергей sport4ever Овдин, Сергей bux_RU Баринов и Данила Shemyakin Шемякин.
Матчи гранд-финала Кубка России по интерактивному футболу 2019 прокомментировали спортивные комментаторы Виктор Гусев и Роман Нагучев, а также блогеры Mozz и Finikland. В тактике и стратегии игроков разбирались Babatumba, GoodMax и German El Clássico.

#### Итоговое распределение мест в Кубке
1. Андрей Timon Гурьев — 500 000 рублей;
2. Антон klenoff Кленов — 300 000 рублей;
3. Роберт Ufenok77 Фахретдинов — 200 000 рублей.

### Кубок России по интерактивному футболу 2020
Официальный Кубок страны, организованный Российским футбольным союзом и Федерацией компьютерного спорта России.
Турнир проходил по игре FIFA 20 в режиме Ultimate Team в двух дивизионах: Playstation 4 и Xbox One. В соревнованиях могли принять участие граждане России не младше 14 лет. Призовой фонд составил 1 миллион рублей

#### Формат проведения

##### Отборочный этап
Региональные отборочные
С 2020 года РФС предоставил регионам право заявить лучших спортсменов в основной этап Кубка России. Статус Регионального отбора получили региональные соревнования по интерактивному футболу, которые соответствовали требованиям РФС. Организаторами Региональных отборов стали региональные федерации футбола.
Чтобы принять участие в Региональном отборе игрок должен был иметь прописку в соответствующем регионе. Если же регион не проводил Региональный этап, то игроки могли поучаствовать в онлайн-отборочных турнирах.
Онлайн отборочные турниры Кубка России
В них смогут принять участие жители регионов России, в которых не проводятся региональные отборочные соревнования.
Классические отборочные турниры по олимпийской системе (bo2).
В онлайн отборочных турнирах Кубка России по интерактивному футболу не могли принимать участие победители прошедших онлайн отборочных турниров Кубка России, победители Региональных отборов, жители регионов, в которых были организованы Региональный отборочные.
Победители Региональных отборочных и онлайн отборочных турниров квалифицировались в Основной этап Кубка России по интерактивному футболу 2020.

##### Основной этап
В Основном этапе сыграли 96 лучших игроков из региональных отборочных и онлайн отборочных турниров Кубка России в двух дивизионах.
Общее количество участников (квот) основного этапа — 96 спортсменов: 64 спортсмена на игровой платформе PS4 и 32 спортсмена на игровой платформе Xbox.
Полуфиналисты основного этапа прошли в Гранд-финал турнира, где сразятся за Кубок России по интерактивному футболу 2020.

##### Финальный этап
В Финальный этап проходят 8 участников (по 4 на каждой игровой платформе).
- Гранд-финал в Yota Arena: 26 июля 2020. Гранд-финал проходил в режиме ЛАН (Local Area Network — режим проведения соревнований, при котором соревнования проходят очно с физическим присутствием спортсменов на площадке)

- Для обеспечения безопасности участников было принято решение провести Гранд-финал Кубка России по интерактивному футболу 2020 пройдёт без зрителей из-за ограничений, связанных с распространением коронавирусной инфекции[13]. Гостями турнира стали Алексей Смертин и Дмитрий Сычев, сыгравшие шоу-матч. Трансляция финального дня проходила в официальной группе РФС по Интерактивному футболу и собрала больше 740 тысяч просмотров[14].

В рамках Гранд-финала сначала были определены чемпионы в каждом из дивизионов, которые затем сыграли между собой в кроссплатформенном матче за Кубок России. Игры проходили поочередно на каждой из консолей, а победителя определяли по сумме голов за два матча. Серебряные призёры в каждом дивизионе сыграли в кроссплатформенном матче за 3 место.
В финале Кубка России встретились Антон klenoff Кленов (Москва) и Даниил Abeldos Абельдяев (Санкт-Петербург). Кленов оказался сильнее с общим счётом 4:3, став обладателем Кубка России по интерактивному футболу 2020.
В матче за третье место Степан FunkBraza Михович (Москва) обыграл Андрея Timon Гурьева (Нижегородская область) с общим счётом 5:1.

#### Итоговое распределение мест на турнире
1. Антон klenoff Кленов — 500 000 рублей;
2. Даниил Abeldos Абельдяев — 300 000 рублей;
3. Степан FunkBraza Михович — 200 000 рублей[16].

## Победители и призёры
| Год  | Золото                       | Серебро                         | Бронза                          |
| ---- | ---------------------------- | ------------------------------- | ------------------------------- |
| 2018 | Михаил Запорожец («Torres»)  | Роберт Фахретдинов («Ufenok77») | Владислав Хабибулин («Xabik7»)  |
| 2019 | Андрей Гурьев («Timon»)      | Антон Кленов («klenoff»)        | Роберт Фахретдинов («Ufenok77») |
| 2020 | Антон Кленов («klenoff»)     | Даниил Абельдяев («Abeldos»)    | Степан Михович («FunkBraza»)    |
| 2021 | Даниил Абельдяев («Abeldos») | Егор Беляков («egos_pegos»)     | Степан Михович («FunkBraza»)    |
| 2022 | Павел Скуратов («Pablo»)     | Антон Кленов («klenoff»)        | Степан Михович («Funkisenator») |
| 2023 | Даниил Абельдяев («Abeldos») | Иван Попов («IvanSTal»)         | Ренат Атласов («Pr8fessor»)     |